# Itaju do Colônia
Itaju do Colônia är en kommun i Brasilien.   Den ligger i delstaten Bahia, i den östra delen av landet, 900 km öster om huvudstaden Brasília. Antalet invånare är 7 278.
Omgivningarna runt Itaju do Colônia är huvudsakligen savann. Runt Itaju do Colônia är det glesbefolkat, med 13 invånare per kvadratkilometer.